# Berryz工房 特別精選輯 Vol.2
「Berryz工房 特別精選輯 Vol.2」（Berryz工房 スッペシャル ベスト Vol.2）是日本的女子偶像組合Berryz工房的第2枚精選專輯。於2014年2月26日發行。唱片公司為PICCOLO TOWN。

## 概要
- 繼2009年發售的「Berryz工房 特別精選輯 Vol.1」以來的精選專輯。與上一張專輯「Berryz公寓9階」相距約1年。
- 收錄第4張單曲「Happiness～幸福歡迎！～」、第19張單曲「抱緊我 抱緊我」至第33張單曲「希望我們一起的時間長一點 / ROCK Erotic」，共11首主打單曲。（當中青春巴士導遊、我未來的老公 / 流星男孩、吶喊男孩 WAO!、認真Bomber!!、Shining Power、愛的子彈、啊、天亮了、再見 經常說謊的自己、ROCK Erotic沒有收錄）
- 除了單曲，此專輯更收錄了第6張專輯「6th 吼叫專輯」的「您的朋友」、第8張專輯「愛的專輯⑧」的「薔薇色的世界」、第9張專輯「Berryz公寓9階」的「亂七八糟〜」和「沒有你活不下去（2013 Ver.）」等歌曲。
- 本作分「初回限定盤」和「CD盤」2種版本
- 在3月10日於公信榜專輯週排行榜取得第26位。

## 收錄內容

### CD（初回限定盤・CD盤）
1. 希望我們一起的時間長一點（もっとずっと一緒に居たかった）
（作詞・作曲：淳君  編曲：江上浩太郎）
33rd單曲
2. 金黃色的唐人街 (ゴールデン チャイナタウン)
（作詞・作曲：淳君  編曲：鈴木俊介）
32nd單曲
3. Asian Celebration (アジアン セレブレイション)
（作詞・作曲：淳君  編曲：平田祥一郎）
31st單曲
4. 沒有你活不下去（2013 Ver.）（あなたなしでは生きてゆけない）
（作詞、作曲：淳君　編曲：AKIRA）
1st單曲、9th專輯「Berryz公寓9階」曲目
5. 亂七八糟〜（すっちゃかめっちゃか〜）
（作詞、作曲：淳君　編曲：平田祥一郎）
9th專輯「Berryz公寓9階」曲目
6. WANT!
（作詞、作曲：淳君　編曲：平田祥一郎）
第30張單曲
7. cha cha SING
（作詞：Mukek Jongmankhong　日語填詞：淳君　作曲：Sudsan Wongsamut　編曲：大久保薫）
第29張單曲
8. Be元氣 ＜只要嘗試便能做到!＞ 
（作詞、作曲：淳君　編曲：平田祥一郎）
第28張單曲
9. 薔薇色的世界（世の中薔薇色）
（作詞・作曲：淳君 編曲：宅見将典）
8th專輯「愛的專輯⑧」曲目
10. 成為女主角吧!（ヒロインになろうか!）
（作詞・作曲：淳君 編曲：大久保薫）
25th單曲
11. 您的朋友（君の友達）
（作詞・作曲：淳君 編曲：田中直）
6th專輯「6th 吼叫專輯」曲目
12. 朋友就是朋友!（友達は友達なんだ!）
（作詞・作曲：淳君 編曲：オオバコウスケ）
22th單曲
13. 對手（ライバル）
（作詞・作曲：淳君 編曲：平田祥一郎）
20th單曲
14. 抱緊我 抱緊我（抱きしめて 抱きしめて）
（作詞・作曲：淳君 編曲：江上浩太郎）
19th單曲
15. Happiness～幸福歡迎！～（ハピネス 〜幸福歓迎!〜）
（作詞・作曲：淳君 編曲：守尾崇）
4th單曲
16. 戀愛吧（コイセヨ!）
（作詞・作曲：淳君  編曲： ）
17. 只有女孩子不知道的一些事情（女の子にしかわかんない丁度があるの）
（作詞・作曲：淳君  編曲：山崎淳）

### DVD（初回限定盤）
1. Long Interview
2. Special Generation（武道館Live ver.）